# Hofretten for Övre Norrland
63°49′37.02″N 20°15′16.32″Ø / 63.8269500°N 20.2545333°Ø
Hofretten for Övre Norrland (svensk: Hovrätten för Övre Norrland) er en hofret hvis retskreds omfatter Västerbottens län og Norrbottens län. Hofretten har sit hovedsæde i Umeå, i et af byens ældste huse – et af de få stenhuse som blev opført før den store brand, som i 1888 ødelagde størstedelen af byen.

## Bygningen
Den store hvide bygning, som blev opført i årene 1886–1887, blev tegnet i nyrenæssancestil af arkitekt Johan Nordquist. Huset anvendtes de føste år som folkeskolelærindeseminarium og husede, udover rektors bolig også auditorier, en aula og en gymnastiksal og den var omkranset af en lille park.
I 1920'erne holdt seminariet op med at anvende bygningen og måtte nogle år frem tjene som kulturhus med både et bibliotek og et museum. Den store aula anvendes som koncert- og teaterlokale.
Huset blev i 1950'erne udvidet mod øst og vest, og er senere blevet renoveret indvendigt flere gange, senest i 1999.

## Hofret
Da Hofretten for Övre Norrland i 1936 blev udskilt fra Svea hofret med det formål at mindske dennes arbejdsbyrde, blev bygningen overtaget af den nye hofret, som blev indviet 16. december 1936 af kong Gustaf V.

### Organisation
Margareta Bergström, som efterfulgte Anders Iacobaeus, har været hofretspræsident siden 2012 . Denne kontrollerer en administrativ afdeling og en dømmende afdeling, som igen består af medlemmer af retten og en behandlingsenhed.